# Karmenu Vella
Karmenu Vella (ur. 19 czerwca 1950 w Żurrieq) – maltański polityk, inżynier i menedżer, były minister w różnych resortach, działacz Partii Pracy, wieloletni deputowany krajowy, członek Komisji Europejskiej.

## Życiorys
Ukończył architekturę i inżynierię lądową na Uniwersytecie Maltańskim, uzyskał również magisterium z zarządzania turystyką na Sheffield Hallam University. Praktykował jako architekt i inżynier w ramach własnej działalności, w 1973 został dyrektorem Mid-Med Banku, a rok później dyrektorem zarządzającym przedsiębiorstwem maltańsko-libijskim. W 2001 powierzono mu stanowisko prezesa wykonawczego w kompanii Corinthia Hotels International, kierował również innymi przedsiębiorstwami branży budowlanej i turystycznej.
Jednocześnie zaangażował się w działalność polityczną w ramach Partii Pracy. W 1976 po raz pierwszy uzyskał mandat posła do Izby Reprezentantów. Z powodzeniem ubiegał się o reelekcję w kolejnych wyborach w 1981, 1987, 1992, 1996, 1998, 2003, 2008 i 2013. W latach 1981–1983 sprawował urząd ministra robót publicznych, od 1984 do 1987 był ministrem przemysłu. W latach 1996–1998 w gabinecie Alfreda Santa i ponownie w okresie 2013–2014 w rządzie Josepha Muscata zajmował stanowisko ministra turystyki. W drugim przypadku odszedł w związku z ogłoszeniem jego kandydatury na nowego maltańskiego członka Komisji Europejskiej. Uzyskał nominację (od 1 listopada 2014) na komisarza ds. środowiska, gospodarki morskiej i rybołówstwa w Komisji Europejskiej, na czele której stanął Jean-Claude Juncker. Zakończył urzędowanie wraz z całą KE w 2019.

## Życie prywatne
Karmenu Vella jest żonaty, ma dwóch synów.